# Einschwimmen

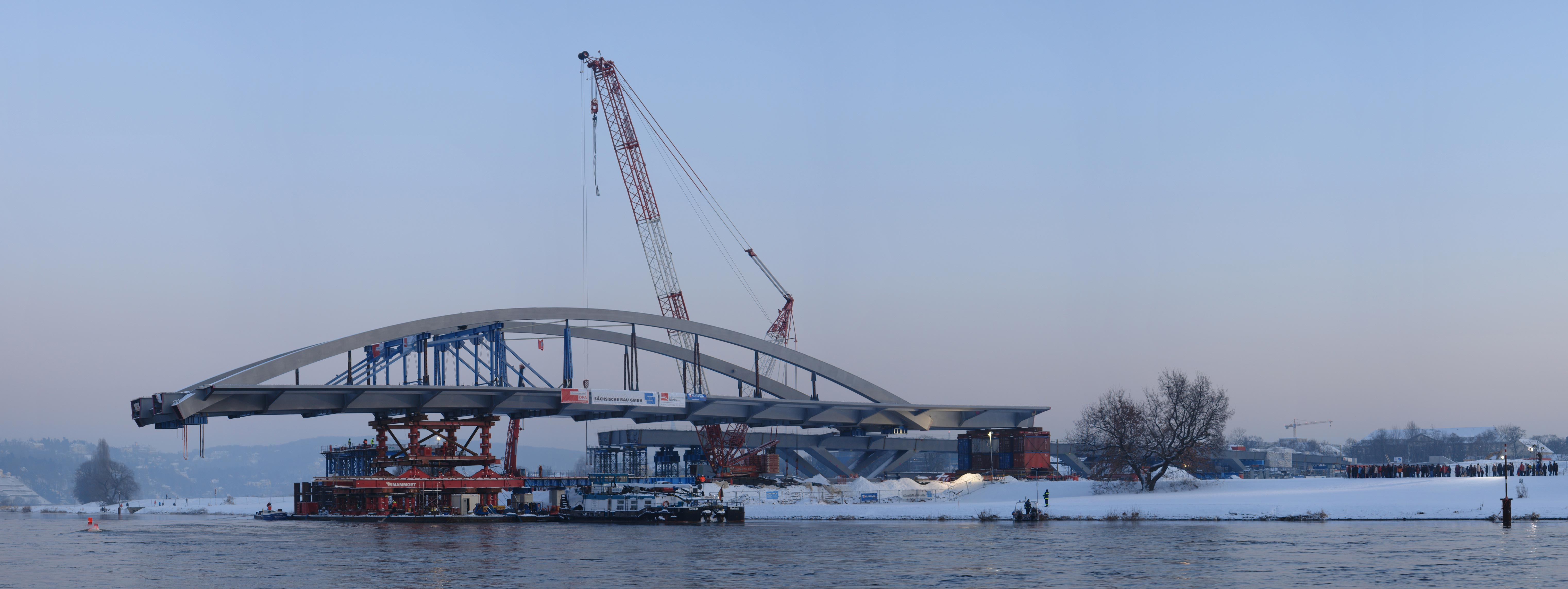
Einschwimmen am Beispiel der Waldschlößchenbrücke (2010)

Als Einschwimmen bezeichnet man ein Bauverfahren, bei dem ein Bauteil oder auch ein ganzes Bauwerk schwimmend zu seinem Einbauort geschleppt wird.
Durch Einschwimmen können verschiedenartige Bauwerke errichtet werden. In folgenden Artikeln wird genauer auf die bauwerkspezifischen Besonderheiten eingegangen:
- Absenktunnel
- Brückeneinschwimmen
- Senkkasten